# Evah
Evah właściwie Ewa Rogowska (ur. 1982 w Opolu) – polska raperka i wokalistka.
Już w młodości inspirowała się piosenkami Mary J. Blige, Aaliyah, Brandy Norwood, Mona Lisy, oglądała programy „MTV Raps” czy „The Soul Of MTV”. Około roku 1998 zaczęła myśleć o tworzeniu własnej muzyki, by w 2001 r. zadebiutować na składance FCS Records, natomiast rok później ukazała się jej debiutancka płyta Evah Był to jeden z pierwszych soulowych albumów w damskim wykonaniu w Polsce. Potem można ją było usłyszeć na wydanej płycie winylowej w Wielkiej Brytanii tj. singlu oraz remiksowanych wersjach „Love and Hate” w klubowym utworze nagranym wraz z duetem MODFUNK, składance Rahima Eksperyment Psycho, a następnie na płycie Dialektyki. Współpracowała m.in. z Magierą i Redem, na jej singlach znalazły się remiksy m.in. Modfunk, DJ Adamus, Electric Rudeboyz, Phunkmasters, DJ Haema.
Z Rahimem poznała się na koncercie, w ramach „Vestax Summer Camp” w 2003 roku. Grała przed nim support, który mu się bardzo spodobał. Parę dni później dostała zaproszenie do studia DJ-a Haema w Częstochowie i wtedy nagrali utwór „Gdzie robię błąd”.
Współpraca z Dialektyką zaczęła się za sprawą wspólnej wytwórni. Utwór „Ta chwila” spotkał się z przychylną oceną słuchaczy. Premiera singla odbyła się w programie Kuby Wojewódzkiego, wówczas w telewizji Polsat.
W 2005 r. nagrała utwór na składankę śląskiego producenta Waves'a, gdzie pojawiła się u boku HST.
O stylu swojej muzyki wypowiedziała się dla portalu Interia.pl w jednym z wywiadów:

Nagrywałam house, 2step, d'n'b, r'n'b... Wszędzie głównym czynnikiem jest mój wokal i dopóki dobrze się w tym czuje, to jest OK. Nie potrzebuję klasyfikacji, a jeśli muszę, nazywam to "muzyką inspirowaną r'n'b i hip hopem".

Prywatnie pracuje jako menedżer ds. personalnych.

## Dyskografia
- Evah (2002, album)[1]
- „Rozczarowanie” (gościnnie: Jarecki) (2003, singel)[1]